# Georges Lamia
Georges Lamia (Al-Kála, 1933. március 14. – Nizza, 2014. március 10.) francia válogatott labdarúgókapus. 
A francia válogatott tagjaként részt vett az 1960-as Európa-bajnokságon.

## Sikerei, díjai
Nice
- Francia bajnok (1): 1958–59

Rennes
- Francia kupa (1): 1964–65